# San Ramón (El Salvador)
San Ramón è un comune del dipartimento di Cuscatlán, in El Salvador.